# Ko Suurhoff

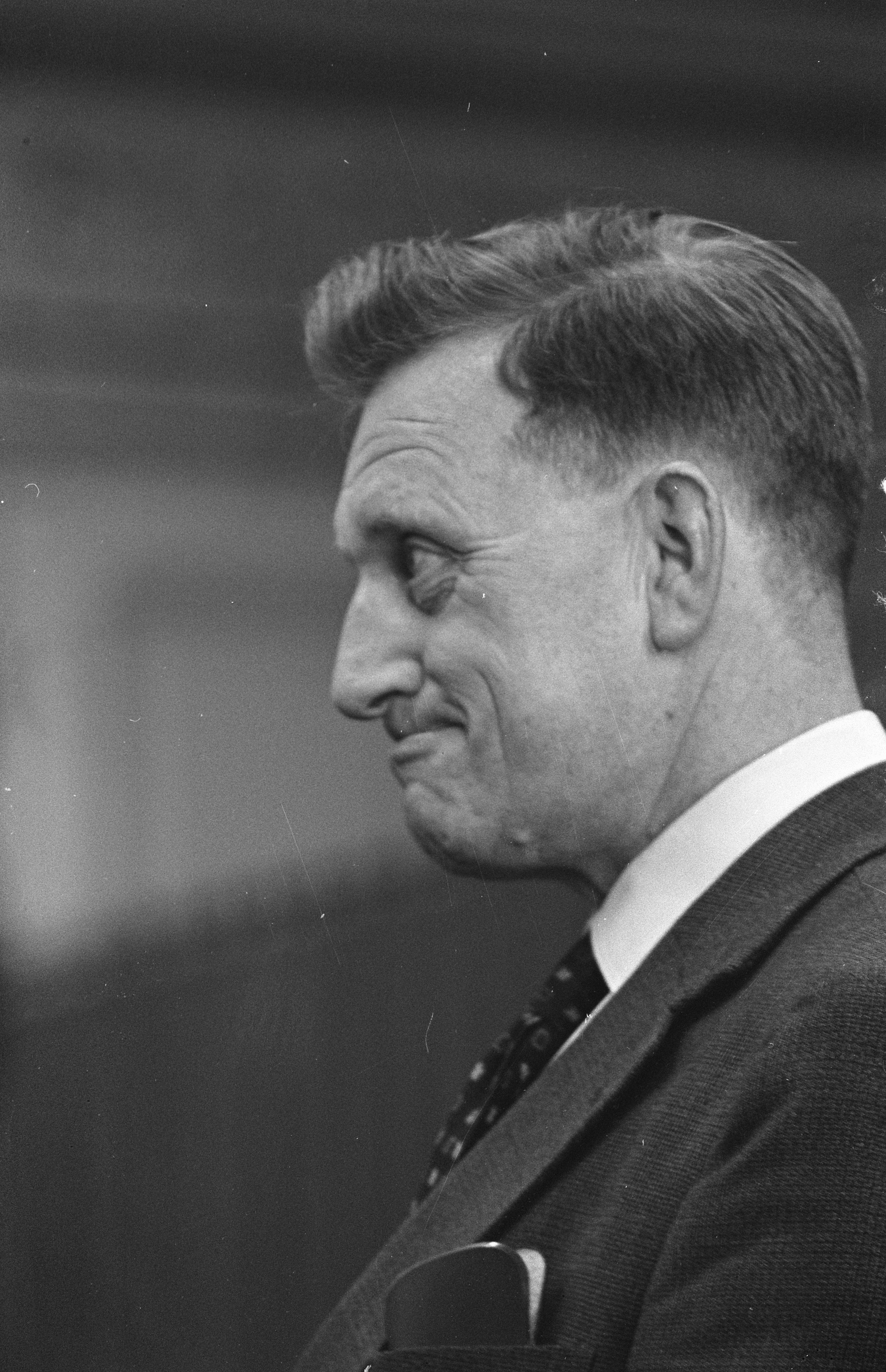
Ko Suurhoff (1959)

Jacobus Gerardus „Ko“ Suurhoff (* 23. Juli 1905 in Amsterdam; † 14. März 1967 ebenda) war ein niederländischer Gewerkschaftsfunktionär und Politiker der Sociaal-Democratische Arbeiderspartij (SDAP) sowie seit dem 9. Februar 1946 der aus dieser hervorgegangenen Partij van de Arbeid, der innerhalb seiner Partei den Gewerkschaftsflügel vertrat und mehrere Jahre Mitglied der Zweiten Kammer der Generalstaaten war. Im zweiten und dritten Kabinett von Ministerpräsident Willem Drees war er zwischen 1952 und 1958 Minister für Soziales und Volksgesundheit und führte während dieser Zeit die Allgemeine Altersrente AOW (Algemene Ouderdomswet), das Gesundheitsgesetz sowie das Gesetz über die Arzneimittelbestimmung ein und legte auch einen Entwurf für das Allgemeine Witwen- und Waisengesetz vor. Daneben fungierte er 1956 für kurze Zeit auch als Innenminister. Später war er zwischen 1960 und 1965 Vorsitzender der PvdA sowie zwischen 1965 und 1966 Minister für Verkehr und Wasserwirtschaft im Kabinett von Ministerpräsident Jo Cals, wobei er während dieser Zeit für mehrere Wochen aus gesundheitlichen Gründen vom Minister für Wohnungswesen und Raumordnung, Pieter Bogaers, vertreten wurde.

## Leben

### Berufliche Laufbahn, Gewerkschaftsfunktionär und Kommunalpolitiker
Suurhoff, Sohn eines Anstreichers, begann nach dem Besuch der Grund- und Mittelschule 1920 eine berufliche Tätigkeit als Büroangestellter bei der Dampfschifffahrtsgesellschaft Nederland und war dort bis 1924 beschäftigt. Während dieser Zeit trat er 1923 der Sociaal-Democratische Arbeiderspartij (SDAP) als Mitglied bei und war zwischen 1924 und 1925 erst Büroangestellter beim Staatlichen Rechnungsprüfungsamt (Rijksaccountantsdienst) und dann bei einem Tabakhandel, ehe er zwischen 1925 und 1930 Buchhalter beim Südafrikanischen Handelshaus (Zuid-Afrikaansche Handelshuis) in Amsterdam. Daneben war er seit 1925 als Sekretär des SDAP-Verbandes Amsterdam II tätig.
Nachdem er zwischen 1930 und 1938 zunächst unbezahlter Mitarbeiter der Dokumentationsabteilung des Hauptvorstandes des Niederländischen Dachverbandes der Gewerkschaften NVV (Nederlands Verbond van Vakverenigingen), fungierte er von 1938 bis zu seiner Entlassung durch die deutsche Besatzungsmacht am 23. Juli 1940 als Leiter der Dokumentationsabteilung des NVV.
Gleichzeitig begann er Ende der 1930er Jahre seine politische Laufbahn und wurde am 5. September 1939 zunächst zum Mitglied des Stadtrates von Amsterdam gewählt, dem er bis zum 1. März 1941 angehörte.

### Abgeordneter, Zweiter Weltkrieg und stellvertretender Vorsitzender des NVV
Knapp zwei Wochen später wurde Suurhoff am 21. September 1939 als Kandidat der Sociaal-Democratische Arbeiderspartij (SDAP) auch erstmals zum Mitglied der Zweiten Kammer der Generalstaaten gewählt und gehörte dieser zunächst bis zum 4. Juni 1946 an. Aufgrund seiner politischen Ansichten wurde er allerdings zwischenzeitlich von der deutschen Besatzungsmacht verhaftet und befand sich vom 4. Mai 1942 bis zum 21. Juni 1943 im Internierungslager Kamp Sint Michielsgestel.
Zugleich setzte er nach Ende des Zweiten Weltkrieges seine Arbeit als Gewerkschaftsfunktionär fort und war zwischen Mai 1945 und Juli 1949 hauptamtliches Mitglied des Hauptvorstandes des NVV und dort zuständig für die Redaktion der Veröffentlichungen sowie Schulungen. Des Weiteren war er zwischen dem 21. November 1945 und dem 7. September 1946 wieder Mitglied des Stadtrates von Amsterdam.
Am 24. Oktober 1946 wurde Suurhoff für die Partij van de Arbeid (PvdA) wieder zum Mitglied der Zweiten Kammer der Generalstaaten gewählt, der er nunmehr bis zum 2. September 1952 angehörte. Daneben fungierte er zwischen dem 13. Juli 1949 und dem 2. September 1952 auch als stellvertretender Vorsitzender des Dachverbandes der niederländischen Gewerkschaften NVV. 1951 war er Vorsitzender der PvdA-Kommission zur Aufstellung des sozialistischen Arbeitsprogramms De weg naar de vrijheid.
Für seine langjährigen Verdienste wurde ihm am 28. April 1951 das Ritterkreuz des Ordens vom Niederländischen Löwen verliehen.

### Minister im zweiten und dritten Kabinett Drees

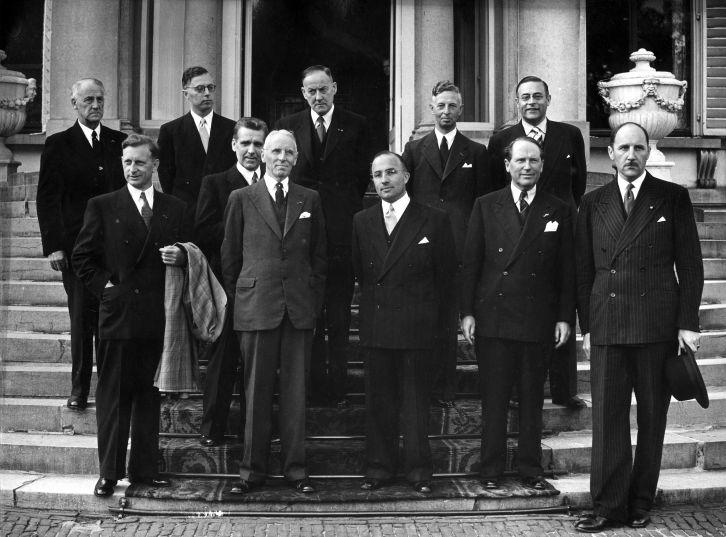
Ko Suurhoff (1. Reihe, 1. von rechts) mit den anderen Ministern des zweiten Kabinetts Drees beim Amtsantritt am 2. September 1952 vor dem Palais Soestdijk

Ministerpräsident Willem Drees berief Suurhoff daraufhin am 2. September 1952 zum Minister für Soziales und Volksgesundheit (Minister van Sociale zaken en Volksgezondheid) in dessen Kabinett. Dieses Ministeramt bekleidete er auch im dritten Kabinett Drees bis zum 22. Dezember 1958.
Daneben war er zwischen dem 3. Juli und dem 3. Oktober 1956 erneut Mitglied der Zweiten Kammer der Generalstaaten sowie Mitglied des Vorstandes der PvdA-Fraktion. Ferner bekleidete er vom 13. Oktober bis zum Amtsantritt von Teun Struycken am 29. Oktober 1956 im dritten Kabinett Drees auch kommissarisch das Amt des Innenministers (Minister van Binnenlandse Zaken ad interim).
Als Minister für Soziales und Volksgesundheit führte zwischen 1952 und 1958 die Allgemeine Altersrente AOW (Algemene Ouderdomswet), das Gesundheitsgesetz sowie das Gesetz über die Arzneimittelbestimmung ein und legte auch einen Entwurf für das Allgemeine Witwen- und Waisengesetz vor.
Für seine Verdienste wurde er nach seinem Ausscheiden aus dem Kabinett Drees am 22. Dezember 1966 zum Großoffizier des Ordens von Oranien-Nassau ernannt.

### Vorsitzender der PvdA und Minister im Kabinett Cals

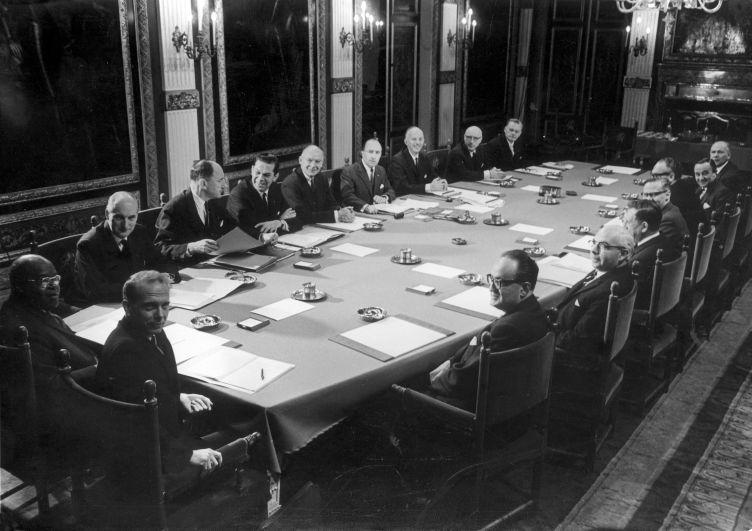
Das Kabinett Cals bei seiner ersten Sitzung am 15. April 1965

Am 29. März 1959 wurde Suurhoff abermals Mitglied der Zweiten Kammer der Generalstaaten und vertrat dort die Interessen der PvdA bis zum 14. April 1965. Während dieser Zeit war er zwischen Juli 1959 und dem 14. April 1965 abermals Mitglied des Fraktionsvorstandes seiner Partei.
Als Nachfolger von Hein Vos wurde er am 24. März 1961 Vorsitzender der PvdA und übte diese Funktion an der Spitze der Partij van de Arbeid bis zu seiner Ablösung durch Sjeng Tans am 14. April 1965 aus.
Ministerpräsident Jo Cals ernannte ihn schließlich am 14. April 1965 zum Minister für Verkehr und Wasserwirtschaft (Minister van Verkeer en Waterstaat). Er gehörte diesem Kabinett bis zum 22. November 1966 an, wurde allerdings vom 1. Mai bis zum 30. Juni 1966 aus Krankheitsgründen vom damaligen Minister für Wohnungswesen und Raumordnung, Pieter Bogaers, vertreten.
Nach seinem Ausscheiden aus der Regierung wurde er am 5. Dezember 1966 auch Kommandeur des Ordens vom Niederländischen Löwen.

## Veröffentlichungen
- Werknemer en toekomst, 1943
- Staking, ja of neen? 1945
- Loonpolitiek, 1948

## Hintergrundliteratur
- Suurhoff. Van kantoorkruk tot ministerszetel, in: Het Parool vom 1. September 1952
- D. Hillenius: Suurhoff, de volksjongen die staatsman werd, in: Het Vrije Volk vom 14. März 1967
- J.P. Jansen: J.G. Suurhoff 1905–1967, een levensbericht, in: Het eerste jaarboek voor het democratisch socialisme, 1979
- P. Hofland: Leden van de raad. De Amsterdamse gemeenteraad 1814–1941